# Occupation allemande du Luxembourg pendant la Première Guerre mondiale

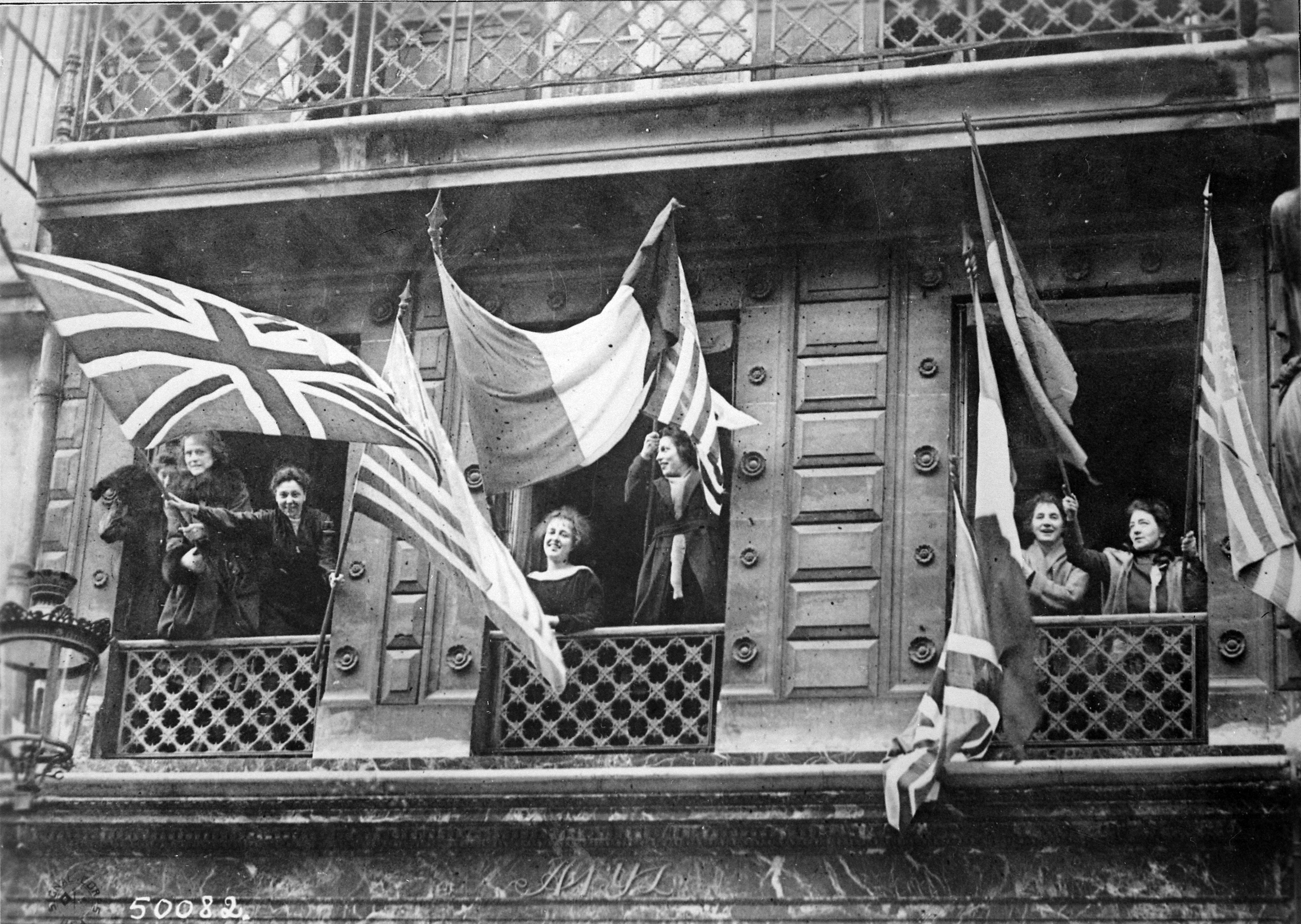
Luxembourgeois célébrant la libération du pays et souhaitant la bienvenue aux soldats des Alliés après l’armistice, en novembre 1918.

L’occupation allemande du Luxembourg pendant la Première Guerre mondiale fut la première des deux occupations militaires du Grand-Duché de Luxembourg par l’Allemagne au XXe siècle. De août 1914 à novembre 1918, le Luxembourg avait été totalement occupé par l’Empire allemand. Le gouvernement allemand a justifié cette occupation par la nécessité de soutenir ses armées en France voisine, mais de nombreux Luxembourgeois, contemporains de l’occupation ou actuels, ne partagent pas ce point de vue.
Pendant cette période, le Luxembourg fut autorisé à maintenir son propre gouvernement et son système politique, mais toutes les mesures prises étaient assombries par la présence militaire allemande. En dépit du caractère dominateur de l’occupation, les Luxembourgeois tentèrent de mener une vie aussi normale que possible. Les partis politiques essayèrent de se focaliser sur l’économie, l’éducation et la réforme constitutionnelle.
De plus, l’environnement politique intérieur se trouva compliqué par la mort en octobre 1915 de Paul Eyschen qui avait été Premier ministre depuis 27 ans. Après son décès démarra une longue période d’instabilité gouvernementale, qui culmina par une insurrection et une crise constitutionnelle après le départ des soldats allemands.

## Le contexte
Depuis le traité de Londres de 1867, Le Luxembourg était officiellement un état neutre. La crise du Luxembourg avait vu la Prusse contrecarrer la tentative d’achat par la France du Grand-duché aux Pays-Bas. La neutralité du Luxembourg fut acceptée par le chancelier allemand de l’époque, Otto von Bismarck, qui affirma : « En échange de la forteresse du Luxembourg, nous avons obtenu la neutralité du pays, et la garantie qu’elle sera maintenue à perpétuité ».
En juin 1914, l’Archiduc François-Ferdinand, héritier de la couronne d’Autriche-Hongrie, était assassiné par un nationaliste panslave, ce qui amena à une brutale détérioration des relations entre l’Autriche-Hongrie et la Serbie. Les deux pays avaient des pactes défensifs, l’Autriche-Hongrie avec l’Empire allemand et la Serbie avec l’Empire russe. Quand le 28 juillet 1914, l’Autriche-Hongrie attaqua la Serbie, cette dernière appela la Russie à son secours, qui mobilisa, et, par ricochet, l’Allemagne en fit de même dans le cadre de son alliance avec l’Autriche-Hongrie.

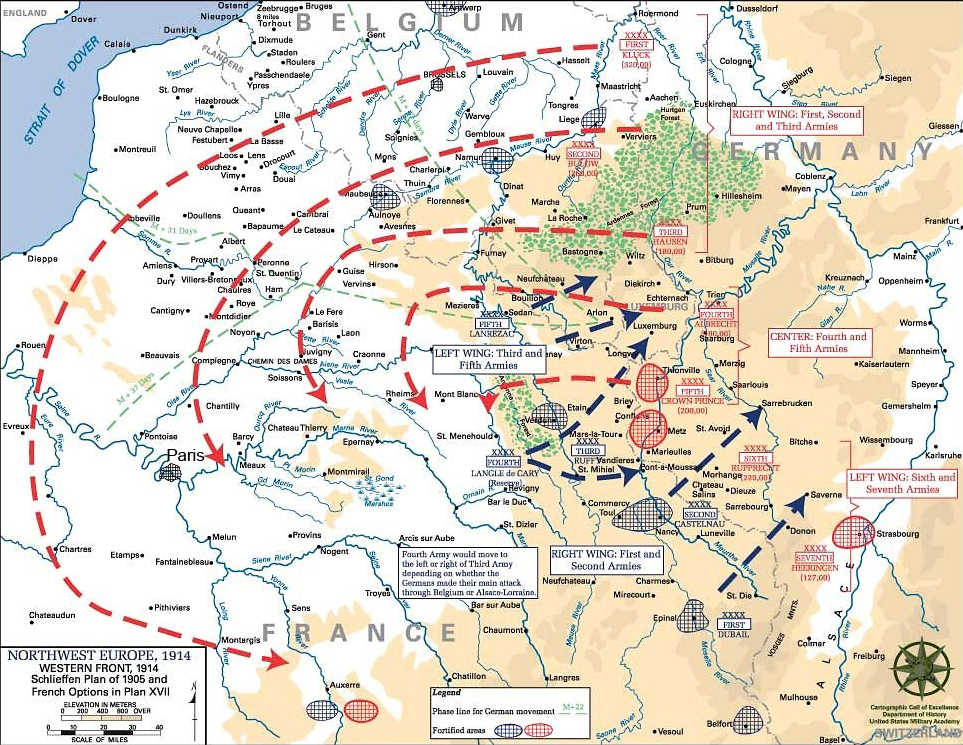
Le plan Schlieffen, prévoyait que l’Allemagne contourne les défenses françaises en traversant la Belgique et le Luxembourg.

Anticipant une déclaration de guerre de la France, plus proche allié occidental de la Russie, l’Allemagne déclencha le plan Schlieffen. Selon cette stratégie, élaborée par le comte Alfred von Schlieffen en 1905, l’Allemagne lancerait une attaque éclair sur la France à travers les territoires faiblement défendus de la Belgique et du Luxembourg, contournant ainsi les principales défenses françaises, plus au sud. L’armée allemande pourrait ainsi encercler Paris, forcer la France à déposer les armes et tourner tous ses efforts vers le front de l’Est.
Depuis les années 1860, les Luxembourgeois étaient parfaitement conscients des ambitions allemandes (p. 340), et le gouvernement luxembourgeois bien conscient des conséquences du plan Schlieffen. En 1911, le Premier ministre, Paul Eyschen confia à un ingénieur la mission d’évaluer le réseau de chemins de fer de l’ouest de l’Allemagne, et en particulier la probabilité d’invasion du Luxembourg par ce pays pour répondre à ses besoins logistiques lors d’une éventuelle campagne militaire en France. De plus, du fait des fortes accointances ethniques et linguistiques entre le Luxembourg et l’Allemagne, il y avait la crainte que l’Allemagne ne cherchât à annexer le Luxembourg à son empire. Le gouvernement du Luxembourg s’évertua par conséquent à réaffirmer la neutralité du pays (p. 56).

## L’invasion

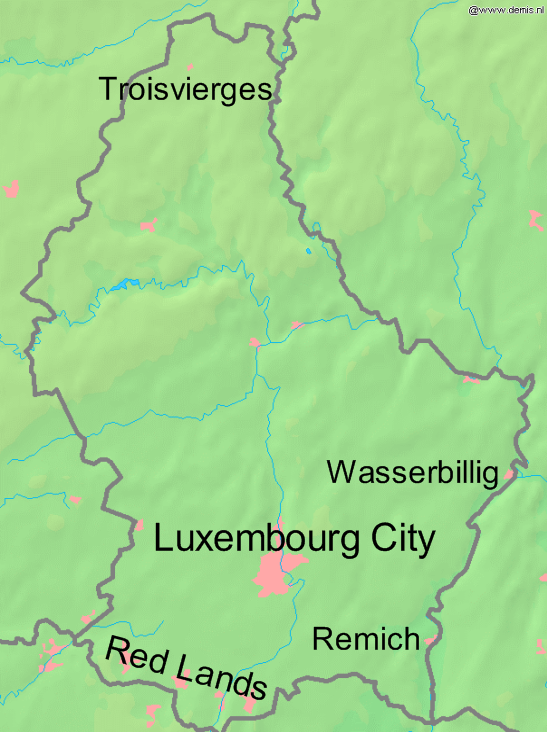
L’axe principal d’invasion était vers Luxembourg-Ville.

Le 1er août 1914, l’Allemagne déclarait la guerre à la Russie. Dès le début de la guerre avec son voisin de l’est, l’Allemagne mit en œuvre le plan Schlieffen et les craintes du gouvernement luxembourgeois se concrétisèrent. Au début, le Luxembourg n’était qu’une zone de déploiement puis de transit pour les unités de la 4e armée allemande d’Albrecht von Württemberg. L’une des lignes de chemin de fer du nord de la Rhénanie vers la France passait par Troisvierges, à l’extrémité nord du Luxembourg, et la première violation de la souveraineté et de la neutralité du Luxembourg fut l’utilisation non autorisée de la gare de Troisvierges, utilisée pour débarquer directement des troupes. Eyschen protesta mais ne pouvait rien faire pour s’opposer à l’intrusion allemande.
Le lendemain, 2 août, alors que les troupes françaises étaient encore loin de sa frontière, l’Allemagne déclencha l'invasion totale du Luxembourg. Après avoir traversé la Moselle à Remich et Wasserbillig, les soldats allemands se mirent en mouvement à travers le sud-est du pays en direction de la capitale Luxembourg-ville. Des dizaines de milliers de soldats allemands s’étaient déployés au Luxembourg durant ces vingt-quatre heures (même si le gouvernement du Grand-Duché réfuta tous les chiffres précis qui furent avancés). La Grande-duchesse Marie-Adélaïde ordonna à sa petite armée de moins de 400 soldats de ne pas résister et, l’après-midi du 2 août, Eyschen et elle rencontrèrent le commandant allemand l’Oberst (colonel) Richard Karl von Tessmar (en), sur le pont Adolphe à Luxembourg-ville, symbole de la modernisation du Luxembourg. S'ils protestèrent formellement, ils ne pouvaient que subir l’occupation militaire allemande avec fatalisme.

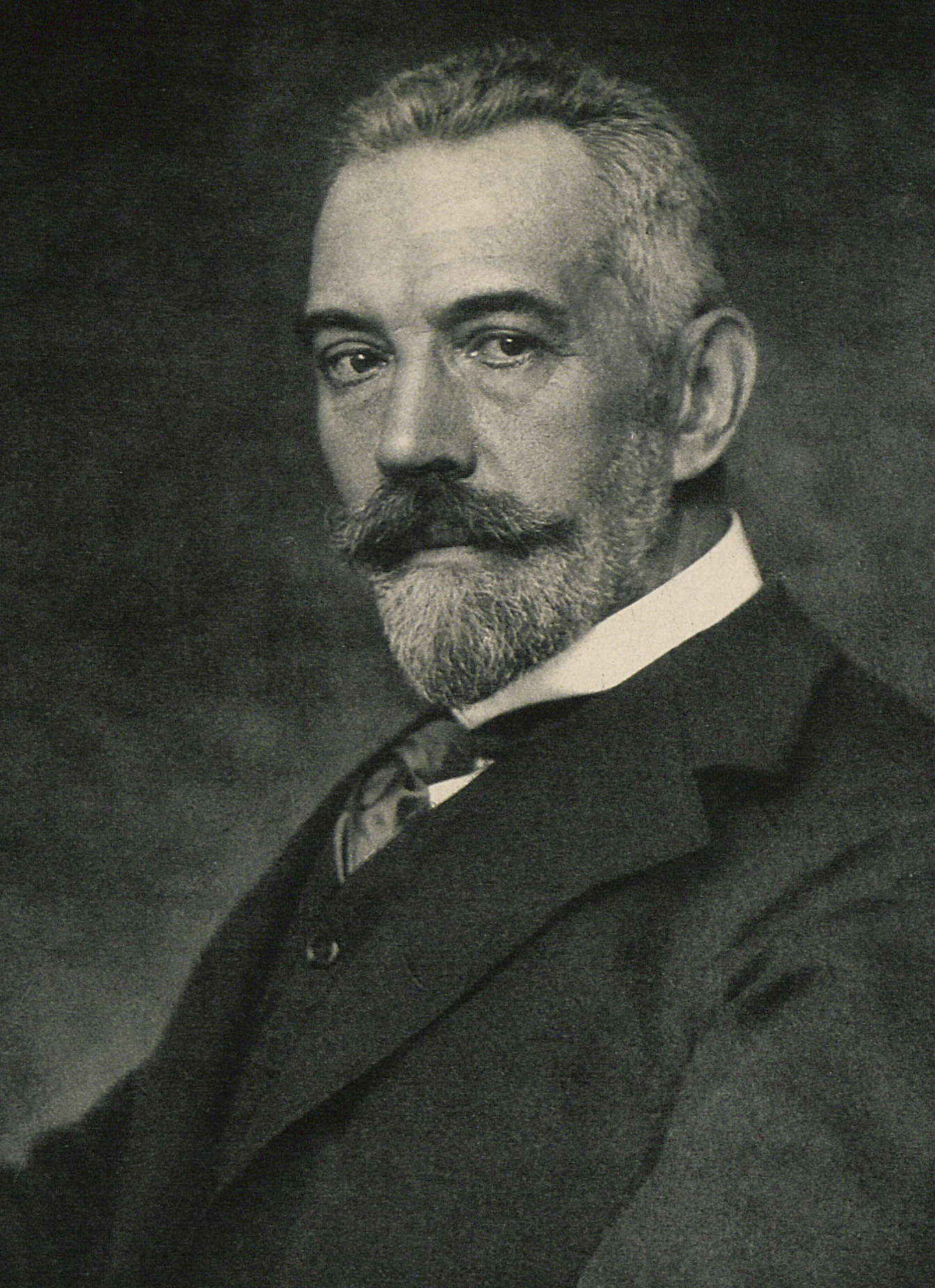
Theobald von Bethmann Hollweg, chancelier allemand.

Le même jour, le chancelier allemand Theobald von Bethmann Hollweg justifia l’occupation totale du Luxembourg en raison d’impératifs militaires, soutenant que la France était de son côté prête à envahir le Luxembourg. Le gouvernement français et son chargé de mission réfutèrent cette argumentation, affirmant que la France « entendait respecter la neutralité du Grand-Duché de Luxembourg » mais que sa violation par l’Allemagne l’obligeait « à s'inspirer désormais à cet égard du souci de sa défense et de ses intérêts ». Bethmann Hollweg tenta d’afficher sa bonne volonté en offrant des compensations au Luxembourg pour les pertes consécutives à la présence militaire. Le 4 août, Bethmann-Hollweg déclara dans un discours au Reichstag :

« Nous avons été obligés d’ignorer les protestations du Luxembourg et du gouvernement belge. Nous nous ferons pardonner cette injustice dès que nos objectifs militaires seront atteints »

Toutefois, quand il apparut que l’Allemagne était sur le point de l’emporter, le chancelier révisa son discours. Dans son Septemberprogramm, Bethmann Hollweg voulait que, une fois la Triple Entente vaincue par l’Allemagne, le Luxembourg devienne un État de la fédération allemande, quand bien même il faudrait y obliger les Luxembourgeois. Devant cette perspective, la plupart des Luxembourgeois furent soulagés quand la France et le Royaume-uni stoppèrent l’avance allemande à la bataille de la Marne à la mi-septembre. Les belligérants furent ensuite enlisés dans la guerre des tranchées et le Luxembourg s’en trouva indéfiniment occupé par l’Allemagne.

## Le gouvernement Eyschen

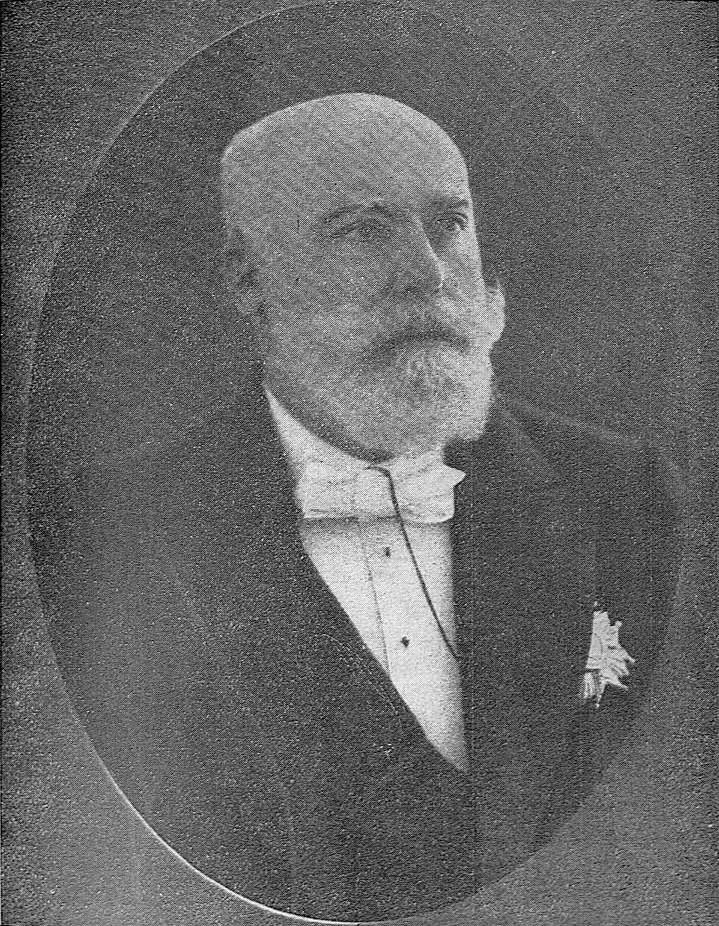
Le long ministère de Eyschen avait été une période de paix et de prospérité.

Lorsque le sort de la guerre était en jeu sur le front de l’ouest, le destin du Luxembourg tanguait avec lui. Il était clair pour tous qu’un bon comportement du gouvernement luxembourgeois, qui réponde pleinement aux attentes des administrateurs militaires allemands, pourrait garantir l’autonomie gouvernementale du Luxembourg, au moins à court terme. Paul Eyschen était un dirigeant réputé et extrêmement populaire, et tous les courants politiques avaient la plus grande confiance dans sa capacité à frayer un chemin au Luxembourg à travers le terrain miné de l’occupation. Le 4 août 1914, il expulsa le chargé de mission français au Luxembourg à la demande des Allemands, suivi par le chargé de mission belge quatre jours plus tard, puis italien quand son pays entrera en guerre en mai 1915. Dans la même perspective il se refusa à dire du mal de la Zollverein (union douanière allemande) (p. 56), même s’il avait ouvertement envisagé de la quitter avant la guerre.
Parfois, Eyschen se trouvait en situation de réaffirmer avec vigueur ses convictions. C'est ainsi que le 13 octobre 1914, un journaliste luxembourgeois, nommé Karl Dardar, fut arrêté par l’armée allemande pour avoir publié des histoires anti-allemandes. Il fut alors emmené à Coblence, jugé et condamné par une cour martiale à trois mois d’emprisonnement. Eyschen fut indigné que les Allemands aient kidnappé un citoyen luxembourgeois et qu’ils l’aient jugé pour un délit hors de leur territoire, et il ne fit rien pour cacher son indignation. Il dit à l’ambassadeur allemand au Luxembourg que cette action était une « atteinte directe à la souveraineté nationale du Grand-Duché ».
De telles plaintes vexatoires se répétèrent, par Eyschen et par Victor Thorn, quand un employé des chemins de fer fut arrêté en janvier 1915 pour présomption d’intelligence avec l’armée française et jugé et condamné à Trèves. En tant que ministre de la Justice, Thorn fut révolté que le système judiciaire luxembourgeois ait été traité avec un tel mépris. De telles réactions n’étaient pas du goût des autorités allemandes. Mais, même si elles s’agaçaient de l'opiniâtreté de Eyschen, il restait une pièce utile pour unir les différentes sensibilités politiques luxembourgeoises. Le 23 juin 1915, une lettre fut adressée au gouvernement luxembourgeois déclarant que les Allemands considéraient le Luxembourg comme zone de guerre et que, par conséquent, la population serait assujettie aux lois militaires.
Eyschen n’était pas le seul à laisser ses convictions interférer avec les affaires gouvernementales. Lors de l’été 1915, Eyschen voulut réduire plus encore le rôle de l’église catholique dans le système public d’enseignement. La Grande-Duchesse Marie-Adélaïde protesta. Fervente catholique (comme la majorité du pays mais non comme son défunt père qui était protestant), on lui prêtait cette phrase : « Je ne laisserai pas leur plus précieux héritage [le catholicisme] leur être volé tant que j’aurai les clés » (p. 146). Marie-Adélaïde campa sur sa position, invitant Eyschen à démissionner s’il ne s’accommodait pas de sa décision. Eyschen faillit le faire, mais s’abstint finalement (p. 93). Au demeurant, il n’allait pas rester encore longtemps en fonction.

## L’après Eyschen

### Le décès d’Eyschen

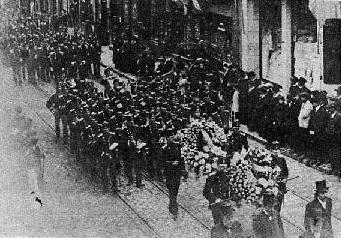
L'hommage de la nation aux funérailles de Eyschen manifestait ce que le pays lui devait. Sa mort allait conduire à trois années de troubles politiques.

Le 11 octobre 1915, le système politique luxembourgeois fut sonné par le décès de Paul Eyschen (p. 64). Quand la guerre avait éclaté, Eyschen était âgé de 73 ans et son primo-ministériat de vingt-sept ans était le seul gouvernement que la plupart des Luxembourgeois avaient connu. Durant la première année d’occupation allemande, il avait été tel un roc pour le peuple luxembourgeois. Il avait également joué un rôle important auprès de Marie-Adélaïde ; la Grande-Duchesse n’avait jamais été initiée à sa fonction (p. 23), avait cinquante trois ans de moins qu’Eyschen et était considérée comme à la fois politiquement naïve et dangereusement partisane pour un monarque constitutionnel. Leurs récentes tensions relevaient toutefois du cosmétique par rapport à la situation du pays.
Plus important, Eyschen avait la confiance de la Chambre des députés, et il avait réussi à maintenir la cohérence d’un gouvernement composé de toutes les sensibilités politiques importantes, apparemment par la seule force de sa personnalité. Pour compliquer encore l'unité nationale, la contrainte de l'occupation avait brisé l'alliance anticléricale d'avant-guerre entre socialistes et libéraux, privant ainsi les cléricaux comme les anticléricaux d'une majorité législative (p. 64). Les conservateurs catholiques formaient le groupe le plus important, mais ils étaient les moins susceptibles de former une majorité de coalition.

### Le gouvernement Mongenast
Au lendemain de la mort d'Eyschen, la Grande-Duchesse Marie-Adélaïde demanda à Mathias Mongenast, ministre des Finances depuis 1882, de former un gouvernement minoritaire. La singularité de Mongenast, Premier ministre intérimaire, était soulignée par son titre officiel : il n'était pas Président du gouvernement, comme l'avaient été ses prédécesseurs depuis 1857, mais il portait le titre inférieur de Président du conseil (p. 65).
Ce gouvernement n'avait pas vocation à durer longtemps et l'objectif principal de Marie-Adélaïde, en nommant l’expérimenté Mongenast, était de stabiliser le navire après le choc de la disparition d'Eyschen. Mais personne ne s'attendait à ce que le gouvernement tombât aussi vite. Le 4 novembre 1915, Mongenast nomma un nouveau responsable pour diriger l'École normale luxembourgeoise. La nomination ne reçut pas l'approbation grand-ducale, et Marie-Adélaïde la rejeta (p. 65). Mongenast persista ; l'éducation avait été son cheval de bataille, et il s'imaginait que la Grande-Duchesse accepterait le conseil d'un ministre aussi expérimenté que lui. Il avait tort ; la Grande-Duchesse avait toujours été obtus, et elle en voulait à ce Premier ministre minoritaire, sans expérience de la fonction, qui exigeait quelque chose d’elle. Le lendemain, Mongenast démissionna, vingt-cinq jours seulement après avoir été nommé.

### Le gouvernement Loutsch
Après avoir ferraillé avec Mongenast, la Grande-Duchesse décida de nommer un gouvernement exclusivement conservateur dirigé par Hubert Loutsch. La Chambre des députés y était fermement opposée ; le Parti de la Droite ne disposait que de 20 sièges sur 52, et il ne détenait qu’une majorité relative (p. 66). Marie-Adélaïde cherchait à sortir de cette impasse et a dissout la Chambre des députés. Elle appela les électeurs à donner une majorité aux conservateurs. Cela indigna la gauche, qui considérait que seuls les députés avaient le droit constitutionnel d'accorder la confiance au gouvernement (p. 66) ; la gauche qualifia cette décision de « coup d'État par la Grande-Duchesse ». Cela étant, le 23 décembre 1915 le Luxembourg se rendit aux urnes. Bien que la position du Parti de la droite ait été renforcée, en obtenant 25 sièges il ne disposait pas de la majorité absolue. Le 11 janvier 1916, la Chambre des Députés adopta une motion de censure et Loutsch démissionna.

## Le gouvernement Thorn

### La formation du consensus
À la suite de l'échec du gouvernement conservateur, la Grande-Duchesse se tourna vers le principal homme politique libéral, Victor Thorn, pour former un nouveau gouvernement. Après le primo-ministériat de Eyschen pendant 27 ans, deux gouvernements s’étant succédé en trois mois, le peuple luxembourgeois était désabusé par l'échec des politiciens. Thorn était par tempérament un dirigeant qui cherchait le consensus et il interpella la Chambre des députés pour qu’elle apporte son soutien à son gouvernement, au-delà des convictions idéologiques de chaque député : « Si vous voulez un gouvernement qui agisse, qui soit capable d'agir, il est impératif que tous les partis soutiennent ce gouvernement ». Ce soutien lui fut apporté, mais à la seule condition que chacun des partis soit représenté au gouvernement. Thorn n'eut d'autre choix que d’accéder à cette demande. Il en résulta un gouvernement de grande coalition qui comprenait les personnalités majeures de la politique luxembourgeoise. Outre Thorn lui-même, il y avait les conservateurs Léon Kauffmann et Antoine Lefort, le leader socialiste le Dr Michel Welter, et le libéral Léon Moutrier (p. 69).

### La pénurie alimentaire
La préoccupation la plus pressante du gouvernement luxembourgeois était l'approvisionnement alimentaire (p. 68). La guerre avait rendu l'importation de la nourriture impossible, et les besoins des occupants allemands prirent inévitablement le pas sur ceux des Luxembourgeois. Pour ralentir la diminution de l'approvisionnement alimentaire, Michel Welter, le responsable de l'agriculture et du commerce, interdit l'exportation de denrées alimentaires du Luxembourg. De plus, le gouvernement mit en place rationnement et contrôle des prix pour contrer les effets de l’envolée de la demande et rendre la nourriture accessible aux plus pauvres des Luxembourgeois. Cependant, ces mesures n'eurent pas l'effet escompté. De plus en plus de Luxembourgeois se tournaient vers le marché noir (p. 68), et, à la consternation du gouvernement, l'armée allemande d'occupation semblait ne rien faire pour aider. Plus encore, le gouvernement accusa les Allemands de favoriser le développement du marché noir en refusant de faire respecter les règlementations, voire de participer eux-mêmes à la contrebande.
Dans le courant de l’année 1916, la crise alimentaire s'aggrava du fait d’une mauvaise récolte de pommes de terre dans toute la région ; en Belgique voisine, la récolte fut inférieure de 30% à 40% par rapport à l'année précédente. Bien que de nombreux Luxembourgeois aient été proches du seuil de déficience alimentaire, le pays réussit à éviter la famine. Cela a été dû en partie à un transfert des sources d’approvisionnement de l’armée allemande du Luxembourg vers des importations en provenance d'Allemagne.
Bien que la famine ait été évitée, le gouvernement luxembourgeois perdit une grande part de la confiance que lui accordaient le public et les politiques. Le 22 décembre 1916, Michel Welter, le ministre responsable de ce secteur, fut censuré par la Chambre des députés, qui demanda sa démission. Thorn tergiversa, cherchant par tous les moyens à éviter de se séparer de l’un des chefs des trois principaux partis de la coalition, mais n'y parvint pas. Le 3 janvier 1917, Welter fut limogé et remplacé par un autre socialiste, Ernest Leclère (p. 69). Malgré ce changement et la promesse de Tessmar d'une meilleure conduite à venir de ses soldats, Léon Kauffmann releva trente-six cas de soldats allemands engagés dans la contrebande de denrées alimentaires, entre mars 1917 et juin 1918.

### La grève des mineurs

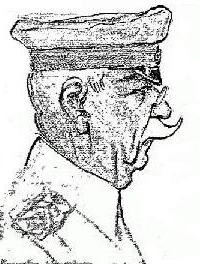
La liquidation rapide de la grève des mineurs par Tessmar affaiblit le gouvernement Thorn.

Le mécontentement de la population ne cessait de croître, en particulier dans le sud industrialisé du pays. L'automne 1916 avait vu la première syndicalisation au sein des industries sidérurgiques, avec la constitution de syndicats à Luxembourg-ville et à Esch-sur-Alzette (p. 69). Malgré les besoins occasionnés par la guerre, la production de fer s’était effondrée, occasionnant une plus grande insécurité de l'emploi. En mars et avril, trois candidats indépendants furent élus députés du canton d’Esch-sur-Alzette, où l'économie était dominée par le fer et l'acier (p. 69). En tant qu'indépendants, ces députés nouvellement élus formèrent la seule opposition parlementaire au gouvernement d'union nationale.
Pour de nombreux Luxembourgeois, en particulier les mineurs, le rejet du gouvernement ne pouvait s’exprimer par la seule voie des urnes. Sentant monter le risque de désobéissance civile, sinon pire, Tessmar menaça de peine de mort toute personne commettant un acte de violence (y compris une action de grève). Malgré cela, le 31 mai 1917, les travailleurs utilisèrent leur arme la plus puissante en se mettant en grève et en défiant l’ultimatum de Tessmar. L'Allemagne dépendait du fer luxembourgeois, car le blocus naval par la Royal Navy britannique obligeait l'Allemagne à se tourner vers les approvisionnements sous son contrôle ; en 1916, le Luxembourg produisait plus d'un septième de la fonte du Zollverein,. De ce fait, l'Allemagne ne pouvait tout simplement pas se permettre une grève, au risque d'être privée de matières premières vitales.
En mettant fin à la grève, Tessmar fut impitoyablement efficace, mais il n'eut pas besoin d’en venir aux exécutions dont il avait brandi la menace. En neuf jours, il fut mis fin à la grève et ses dirigeants arrêtés. Ses deux meneurs furent condamnés par la cour martiale allemande de Trèves à dix ans d'emprisonnement, au grand dam du gouvernement. Le refus persistant des autorités allemandes de respecter le gouvernement luxembourgeois et la manière humiliante dont la grève fut réprimée par la puissance militaire allemande plutôt que par la gendarmerie grand-ducale, furent la goutte d’eau qui fit déborder le vase pour Thorn. Le 19 juin 1917, son gouvernement démissionna (p. 69).

## Le gouvernement Kauffman
Bien que l'expérience de la grande coalition ait échoué, la nécessité d'une certaine unité politique subsistait. Alors que le gouvernement d'union nationale s'effondrait, Kauffman organisa une alliance entre son Parti de la droite et la Ligue libérale de Moutrier, dans le but de réaliser des changements qui survivraient à l'occupation (p. 72). L'objectif principal était de répondre aux éternelles doléances de la gauche en modifiant la constitution. En novembre 1917, la Chambre des députés se lança dans une série de débats sur différentes modifications de la Constitution. Finalement, cette dernière fut amendée pour interdire au gouvernement de conclure des traités secrets, pour améliorer le salaire des députés (jusqu'alors fixé à 5 francs par jour), pour introduire le suffrage universel et pour modifier le système électoral du scrutin uninominal de circonscription à un tour vers un scrutin proportionnel (p. 72).
Mais alors que toutes ces mesures étaient très populaires dans tous les courants politiques, il n'en allait pas de même de la proposition d'amendement de l'article 32. Cet article n'avait pas été modifié lors de la révision de 1868 et son texte était resté inchangé depuis la constitution originale de 1848 ; il affirmait sans ambiguïté que toute la souveraineté résidait dans la personne de la Grande-Duchesse. Pour certains, particulièrement ceux que les relations étroites entre Marie-Adélaïde et la royauté allemande gênaient, l'idée que la souveraineté nationale puisse résider entre les mains d’une telle personne était inacceptable. La Chambre des députés vota pour la révision de l'article 32, mais Kauffman refusa de l’entériner, considérant qu’une telle redéfinition de la source de la souveraineté nationale était un républicanisme déguisé (p. 72).
L'été 1918 amorça un déclin spectaculaire de ce gouvernement. Le 8 juillet, Clausen, dans le centre de Luxembourg-ville, fut bombardée par la Royal Air Force britannique occasionnant la mort d’une dizaine de civils. Cela n'avait certes pas contribué à rendre les Alliés sympathiques aux yeux des Luxembourgeois, mais le réflexe de la Grande-Duchesse fut de se tourner vers les Allemands, qui étaient encore moins populaires parmi le peuple. Le 16 août, le chancelier allemand Georg von Hertling se rendit au Luxembourg. Bien que Hertling ait seulement demandé à voir la Grande-Duchesse, Kauffman demanda à participer à l’entrevue. Pour les luxembourgeois, les relations entre les deux pays paraissaient désormais cordiales sans aucune ambiguïté, et tout ce qui restait de la crédibilité de Kauffman disparut (p. 72). Cela fut encore aggravé par l'annonce, le 26 août, des fiançailles de la sœur de la Grande-Duchesse, la Princesse Antonia, au prince héritier Rupprecht de Bavière, qui était Generalfeldmarschall dans l'armée allemande (p. 74). Les pressions sur Kauffman s’accrurent. Son parti était toujours en position de force, mais sa réputation personnelle avait volé en éclats. Il ne lui restait plus d'autre choix que de démissionner, ce qu'il fit le 28 septembre en faveur d’Émile Reuter, un autre conservateur (p. 76).

## La fin de la guerre

### L’armistice

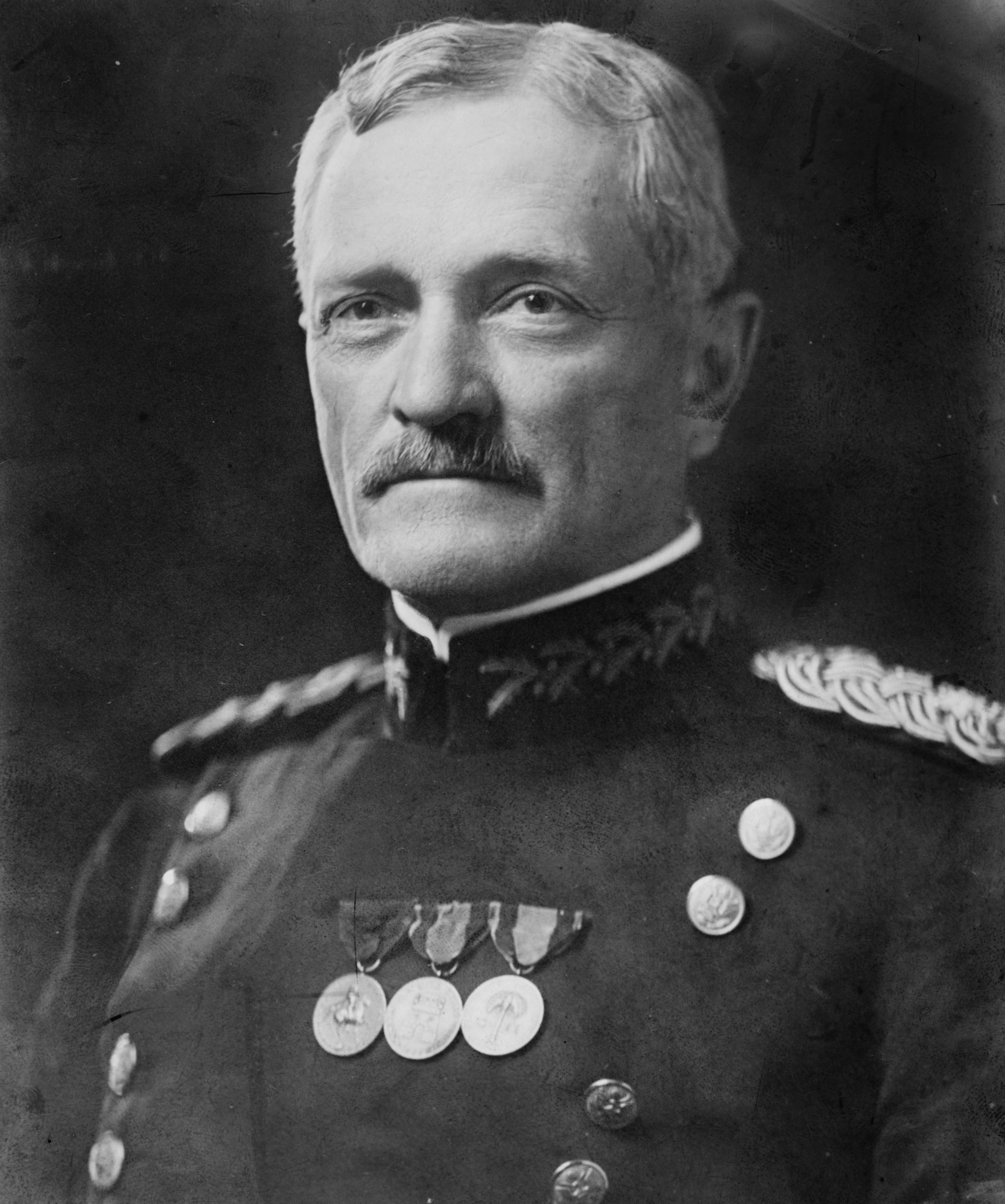
Général John Joseph Pershing.

À l'automne de 1918, la position de l'Allemagne dans la guerre devenait intenable. Son offensive massive du printemps s'était essoufflée, alors que la contre-offensive alliée, l'offensive des Cent-Jours, avait repoussé l'armée allemande jusqu’à ses frontières originales. Le 6 novembre, Tessmar annonça le retrait complet des soldats allemands du Luxembourg. Cinq jours après l'annonce de Tessmar, l'Allemagne signait le traité d'armistice qui mit fin à une guerre de plus de quatre ans. L'un des termes de l'armistice impliquait le retrait des soldats allemands du Luxembourg, ainsi que des autres pays occupés.
Les puissances alliées avaient convenu que le retrait allemand du Luxembourg serait supervisé par les États-Unis, et que l'honneur reviendrait à ces derniers de libérer le pays occupé. Le 18 novembre, le Général américain John Joseph "Blackjack" Pershing, Commandant en chef de la Force expéditionnaire américaine sur le Front occidental, publia une proclamation au peuple luxembourgeois, déclarant que la 3e armée des États-Unis traverserait le Luxembourg pour aller occuper la Rhénanie allemande, mais que les Américains viendraient en alliés et en libérateurs :

« Après quatre ans de violation de ses territoires, le Grand-Duché de Luxembourg va enfin être libéré [...]. Les troupes américaines entrent en amis au Grand-Duché de Luxembourg et respecteront rigoureusement le droit international. Leur présence, qui ne sera pas prolongée plus longtemps que nécessaire, ne sera pas un fardeau pour vous. Le fonctionnement du gouvernement et des institutions ne sera pas entravé. Vos vies et vos moyens de subsistance ne seront pas perturbés. Votre personne et votre propriété seront respectées. »

.

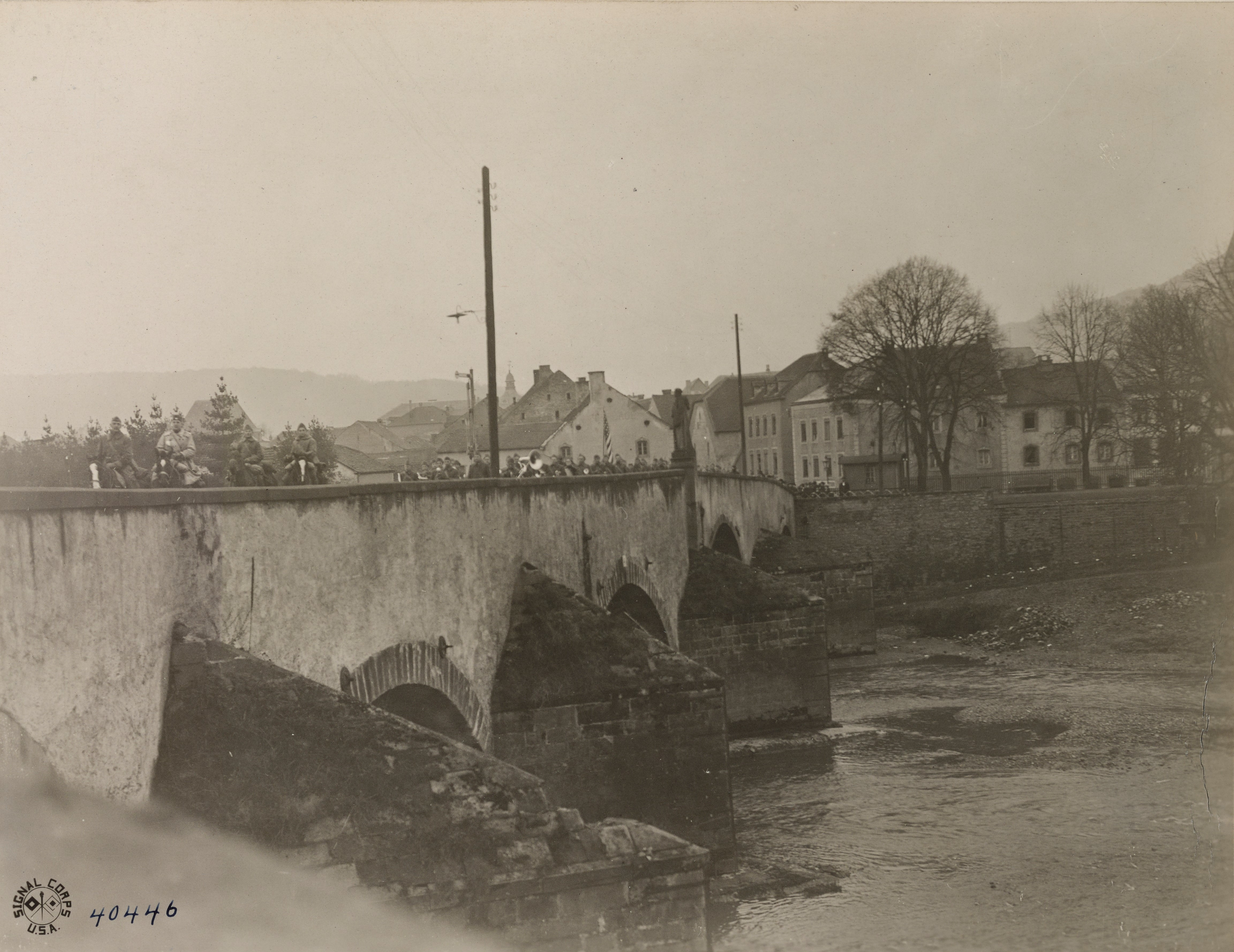
1er décembre 1918. Les soldats du d’infanterie américain traversant la Sûre à Echternach, étant ainsi parmi les premiers soldats alliés à entrer en Allemagne après l'armistice.

Le lendemain, des soldats américains franchissaient la frontière franco-luxembourgeoise. Partout ils furent accueillis en libérateurs, comme l’avait souhaité Pershing, salués par des orchestres et des civils agitant des drapeaux, et couverts de fleurs. Luc Housse, le maire de Luxembourg-ville, déclara à l’armée américaine qui progressait que les Allemands, dans l'ensemble, avaient été disciplinés et s’étaient bien comportés au cours des trois dernières semaines : un progrès remarquable par rapport à ses nombreuses plaintes plus tôt durant le conflit. Finalement, le 22 novembre 1918, l'armée allemande achève de se retirer du Luxembourg mettant fin à son occupation.
La défaite de l'Allemagne a représenté une excellente opportunité pour les puissances alliées de résoudre une fois pour toutes la question luxembourgeoise. En soustrayant le Luxembourg à la sphère d'influence de l'Allemagne, ils espéraient garantir son indépendance et préserver ainsi la paix qu'ils avaient gagnée. Le 19 décembre, à l'instigation des gouvernements britannique et français, le gouvernement luxembourgeois annonça son retrait du Zollverein et la fin des concessions ferroviaires que le Luxembourg avait précédemment accordées à l'Allemagne (p. 79).

### La rébellion
Si les Alliés étaient satisfaits de la situation, le gouvernement luxembourgeois quant à lui fut menacé à l'époque par une insurrection populaire visant à établir une république. Après le retrait de l'armée allemande, les ouvriers créèrent au Luxembourg des Comités de travailleurs inspirés des Conseils d'ouvriers et de soldats en Allemagne et des soviets en Russie bolchévique. Le 10 novembre, au lendemain de la proclamation en Allemagne d’une république socialiste par Karl Liebknecht et Rosa Luxemburg, les républicains du Luxembourg proclamèrent à leur tour une république, mais qui ne dura que quelques heures ,. Une autre révolte eut lieu à Esch-sur-Alzette aux premières heures du 11 novembre, mais échoua également . Par ailleurs, les socialistes avaient été scandalisés par le comportement de la Grande-Duchesse Marie-Adélaïde, dont les tendances interventionniste et obstructionniste avait même pesé sur Eyschen. Le 12 novembre, des politiciens socialistes et libéraux, renouant avec leur point de vue commun sur la question, demandèrent son abdication . Une motion à la Chambre des députés exigeant l'abolition de la monarchie fut rejetée par 21 voix contre 19 (et 3 abstentions), mais la Chambre demanda au gouvernement d’organiser un référendum populaire sur la question .
Le 6 janvier 1919, un manifeste signé par l’Action républicaine parut dans la presse : « L’obstination déconcertante et inconcevable de la Grande-Duchesse à ne pas abdiquer (…) nous incite à faire appel à tous les éléments républicains du pays afin de poursuivre par des efforts unis et concentrés la réalisation de notre idéal commun : l’institution de la république. (…) Notre patience est à bout. Que la Grande-Duchesse, dont le régime personnel a jeté le pays dans la discorde et le désordre, s’en retourne au pays de ses ancêtres ! Qu’elle laisse le Luxembourg aux Luxembourgeois ! »
Les paroles étaient fortes, mais la résolution n’indiquait pas quelle action était projetée. Le texte de la pétition était suivi des noms de dix personnalités réunissant l’ensemble des courants républicains : l’architecte Bouvart, N. Gallé, bourgmestre de Hollerich et employé des chemins de fer, Aloyse Kayser, chef de gare à Diekirch, Émile Mark, vétérinaire et bourgmestre de Differdange, Marguerite Mongenast-Servais, une femme libre et fortunée, J.P. Rasquin, ouvrier d’Eich, Émile Servais, industriel et fils du père de l’indépendance, le député socialiste J. Thorn, l’ouvrier gantier Xavier Thoma, Georges Ulveling, avocat et ancien président de l’Assoss .
Le gouvernement français a également refusé de coopérer avec un gouvernement dirigé, selon ses termes, par un collaborateur . Le ministre français des Affaires étrangères, Stéphen Pichon, qualifia cette collaboration de : « grave compromission avec les ennemis de la France » .
Le 9 janvier, une foule pacifique estimée à un millier de personnes se rassembla place Guillaume. Trois orateurs, Aloyse Kayser, Émile Mark et Émile Servais essayèrent de convaincre le public que le moment était venu de proclamer la république et de constituer un conseil de régence. Ensuite, la foule fut invitée à se rendre devant la Chambre des Députés qui était gardée par la police municipale tandis que des soldats français avaient pris position devant le bâtiment du gouvernement.
Les députés réunis à la Chambre avaient à résoudre le problème non moins difficile de trouver un moyen de proclamer la république tout en respectant la légalité et l’ordre constitutionnel. Leurs débats étaient sans cesse interrompus par des messagers de la caserne qui exigeaient des actes et par des envoyés du général De La Tour qui demandait de rétablir l’ordre qu’il jugeait menacé : « Messieurs, si dans un quart d’heure vous n’avez pas fini et si la foule ne se disperse pas, je ferais évacuer la place et ses abords. »
C’est à 17 heures que deux rangs de soldats armés de baïonnettes et des gendarmes à cheval repoussèrent les manifestants pour établir un cordon de sécurité devant la Chambre. Le général De la Tour arriva sur place. Aucune violence contre des personnes, aucune atteinte au droit de propriété, aucun trouble à l’ordre public ne furent constatés, « mais les tramways, après avoir tenté de se frayer passage durent rebrousser chemin. » Estimant que la libre circulation n’était plus assurée, le général De La Tour donna l’ordre de disperser la foule.
Le vendredi 10 janvier, la ville se réveilla sous occupation militaire. La Chambre, le Palais, le Gouvernement, le Luxemburger Wort, la Mairie, la Poste, la Caisse d’Épargne, la Prison, la Caserne étaient gardés par des soldats français. Autour du Plateau Saint-Esprit toutes les rues étaient bloquées, la Corniche, la rue du Saint-Esprit, la rue Notre Dame, la montée du Grund, l’actuel boulevard Roosevelt, le Viaduc.
Le samedi 11 janvier, le général De La Tour interdit toutes les manifestations, établit la censure de presse. Les membres de la Compagnie des Volontaires furent renvoyés et le Comité de Salut Public fut expulsé de la Chambre. Il n’était plus question de non-ingérence. C’était l’état de siège sans que l’état de siège n’ait été déclaré
Néanmoins, le manque de loyauté affiché par ses propres forces armées était de trop pour Marie-Adélaïde, qui abdiqua en faveur de sa sœur, Charlotte (p. 21). La Belgique, qui avait espéré soit annexer le Luxembourg, soit l’obliger à une Union personnelle, reconnut à contrecœur Charlotte le 13 février (p. 91). L’existence de la dynastie resta fragile jusqu'en septembre 1919, date à laquelle lors d’un référendum sur l'avenir du Grand-Duché, la poursuite du règne de la Maison de Nassau-Weilburg recueillit 77,8% des suffrages (p. 21).

### La conférence de paix de Paris
Malgré l'armistice qui terminait la guerre, d’une part, et la fin des révoltes, d’autre part, l'avenir du Luxembourg restait incertain. La Belgique avait été l'un des pays les plus durement touchés par la guerre; presque tout son territoire avait été occupé par l'Allemagne, et plus de 43 000 Belges, dont 30 000 civils, avaient perdu la vie. La Belgique cherchait à obtenir une compensation et portait son regard sur tous ses voisins. En novembre 1918, Lord Hardinge, Secrétaire au Foreign Office, déclara à l'ambassadeur des Pays-Bas à Londres : « les Belges cherchent à se remplir les poches, et ils veulent s’emparer de tout ce qu'ils peuvent ».

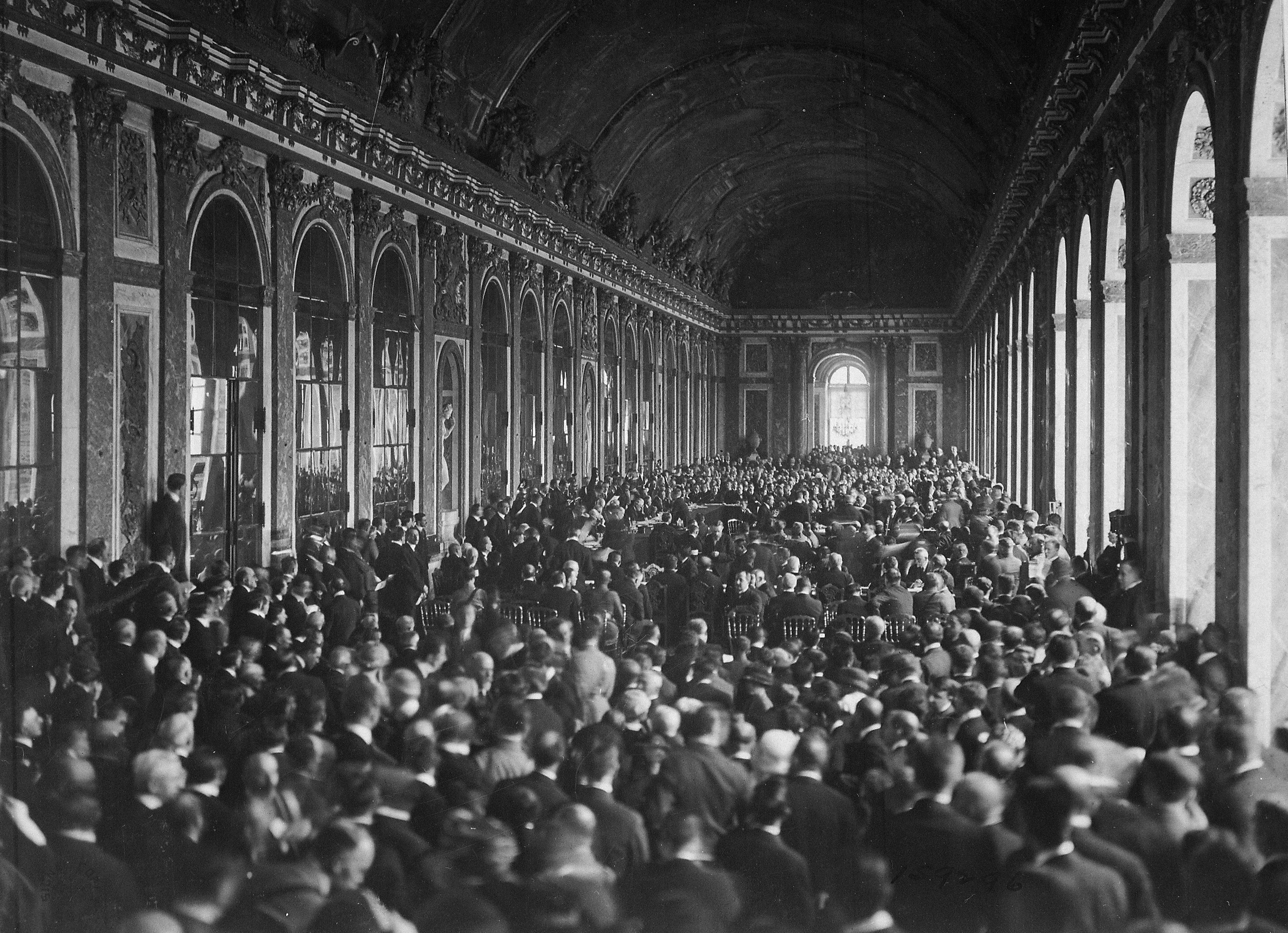
Délégués signant le Traité de Versailles, mettant fin à la Première Guerre mondiale et consolidant l'indépendance du Luxembourg.

 Depuis le début 1919, la Belgique s'était engagée dans une campagne de propagande pour promouvoir l'annexion par elle du Luxembourg (p. 91). Lors de la Conférence de paix de Paris, la délégation belge a plaidé sa cause pour que la communauté internationale permette à la Belgique d'annexer le Luxembourg. Mais, craignant une perte d’influence sur la rive gauche du Rhin, la France rejeta d'emblée les demandes de la Belgique, garantissant ainsi l'indépendance du Luxembourg.
Le Traité de Versailles qui en résulta comprenait deux articles (§40 et §41) répondant aux questions relatives au statut du Luxembourg. L'article principal (§40) révoquait tous les privilèges spéciaux que l'Allemagne avait acquis au Luxembourg, l'Allemagne renonçant spécifiquement aux avantages acquis dans les traités de 1842, 1847, 1865, 1866, février 1867, mai 1867, 1871, 1872, et 1902. Les effets de la révocation de ces traités étaient ensuite explicitement énoncés : le Luxembourg se retirait du « Zollverein », l'Allemagne perdait son droit d'utiliser les chemins de fer luxembourgeois, elle était obligée de reconnaître la fin de la neutralité du Luxembourg, validant ainsi les actions du gouvernement luxembourgeois depuis l'armistice. En outre, pour empêcher l'embargo économique consécutif à la fin de l'union douanière, le traité a laissé au Luxembourg une option indéfinie sur le charbon allemand et a interdit à l'Allemagne de percevoir des droits sur les exportations luxembourgeoises jusqu'en 1924
.

## Les Luxembourgeois de l’étranger
Des milliers de Luxembourgeois résidant à l’étranger, non contraints par la neutralité de leur gouvernement, se sont engagés pour servir dans des armées étrangères. 3 700 citoyens luxembourgeois ont ainsi servi dans l'armée française, dont plus de 2 000 sont morts. La population luxembourgeoise d'avant-guerre n'étant que de 266 000, les pertes en vies humaines au seul service de l'armée française s'élevaient donc à près de 1 % de l'ensemble de la population luxembourgeoise, un taux relativement plus élevé que celui de nombreux autres pays combattants. Les volontaires luxembourgeois sont commémorés par le Gëlle Fra (littéralement « Dame d'or »), monument aux morts qui fut inauguré à Luxembourg-ville le 27 mai 1923. Le mémorial original a été détruit le 20 octobre 1940 pendant l'occupation nazie, car il symbolisait le rejet de l'identité allemande et la résistance active contre la germanisation. Après la Seconde Guerre mondiale, il a été progressivement reconstruit et finalement réinauguré le 23 juin 1985.
La communauté luxembourgeoise aux États-Unis s'est trouvée confrontée à une crise d'identité. Traditionnellement, ses membres s'étaient ethniquement identifiés comme allemands, plutôt que comme appartenant à une communauté distincte. En tant que tels, ils lisaient des journaux en allemand, fréquentaient des écoles allemandes et vivaient parmi les Américains allemands. Néanmoins, quand il est devenu évident que la guerre ne s’achèverait pas rapidement, l’opinion des Américains luxembourgeois a changé. Le 2 mai 1915, le congrès annuel du « Luxemburger Brotherhood of America » décida d'adopter l'anglais comme unique langue officielle. D'autres organisations furent moins enclines à changer d’attitude. La Luxemburger Gazette s'opposa au supposé « favoritisme » du président Woodrow Wilson envers le Royaume-Uni, jusqu’à l’entrée en guerre des États-Unis en 1917. À partir de ce moment, les membres hésitants de la communauté ont soutenu les Alliés, changeant à jamais la relation entre les communautés allemande et luxembourgeoise aux États-Unis.